# Інтерстеллар
«Інтерсте́ллар» (англ. Interstellar, дос. «міжзоряний») — американсько-британський науково-фантастичний фільм, знятий режисером Крістофером Ноланом. Також Нолан долучився до написання сценарію стрічки, над яким його брат Джонатан Нолан працював з 2007 року. В головних ролях знялись Меттью Макконехі, Енн Гетевей, Джессіка Честейн, Кейсі Аффлек і Майкл Кейн.
Фільм вийшов у прокат 5 листопада 2014 в США та 7 листопада 2014 в Британії. В Україні його прем'єра відбулася 6 листопада 2014, зокрема в кінотеатрах IMAX. 
Станом на вересень 2024 року «Інтерстеллар» входить до списку 250 найкращих фільмів за версією користувачів IMDb.

## Сюжет
Події фільму починаються в недалекому майбутньому — Земля вже не в змозі підтримувати людство, пилові бурі винищують ґрунти, відбувається регрес сучасного суспільства до аграрного. Купер, колишній льотчик-випробувач NASA та інженер, повертається на ферму до своєї сім'ї: сина Тома, 10-річної дочки Мерфі та батька його померлої дружини Дональда. Мерфі вважає, що в їхньому будинку є привид, який намагається спілкуватися з нею. Купер бачить, як Мерфі намагається науково обґрунтувати існування примари, та несподіванно виявляє, що «привид» — це невідома форма інтелекту, яка відправляє їм закодовані повідомлення за допомогою гравітаційної аномалії — змінюючи пил на підлозі у вигляді візерунка, який нагадує азбуку Морзе. Повідомлення стосуються секретного проєкту NASA на чолі з професором Брендом. Купер розшукує професора та зустрічається із ним.
Бренд розповідає Куперу, що в Сонячній системі вчені виявили кротовину біля Сатурна та єдиний шанс людства на виживання — пройти через неї та колонізувати нові світи в іншій галактиці. Дослідники намагаються навчитися долати час та простір. Вчені NASA вважають, що п'ятивимірні істоти спілкуються з ними й надали червоточину для використання людству. Купер отримує завдання пілотувати космічний експериментальний корабель «Endurance» (витривалість), який повинен слідувати за Місією Лазаря — кількома пілотованими капсулами, які були відправлені через червоточину з метою обстеження десятка потенційно придатних для тривалого існування людства планет. Дані від Лазаря надали NASA три потенційних планети-кандидати на заселення: Міллер, Едмундс і Манн, — що отримали назви на честь космонавтів, які провели на них перші дослідження природних умов. Після того, як можливість тривалого існування людства там буде підтверджена, планувалося, що людство буде переміщено на планету на борту об'єкта NASA, що є величезною космічною станцією.
Рішення Купера приєднатися до екіпажу «Endurance» розриває серце Мерфі — вона не вірить у можливість повернення батька. Купер наполягає на необхідності такого кроку задля шансу на життя для неї та її покоління. Крім того дає обіцянку Мерфі повернутися до того часу, як їй виповниться стільки, скільки йому зараз й вони зрівняються у віці (час у польоті плине з меншою швидкістю, тому Купер буде старіти значно повільніше). На знак цього передає Мерфі наручний годинник.
Купер приєднується до екіпажу «Endurance»: дочки Бренда Амелії, фізика Роміллі, географа Дойла, й багатоцільових роботів CASE й TARS — їх чекає 2 роки подорожі крізь космос до червоточини, через яку вони зможуть перетнути простір й потрапити до нової галактики.
«Endurance» рухається за сигналом, що був залишений експедицією Міллер, але вони швидко зіштовхуються з проблемою: планета-кандидат знаходиться в безпосередній близькості від чорної діри, що зветься Гаргантюа, й через її гравітаційне тяжіння час на планеті плине значно повільніше. Вони виявляють, що планета є негостинною через гігантські припливні хвилі, що йдуть через усю поверхню. Дойла вбиває хвиля, коли екіпаж намагається отримати дані з пристроїв Міллер, їхній від'їзд затримується на годину. Коли вони повертаються на «Endurance», то виявляють, що для Роміллі минуло 23 роки. Купер отримує новини з Землі: Дональд помер, син Том закінчив школу, одружився, в нього народилась дитина, а Мерфі виповнилось 33 роки — стільки, скільки було Куперу на момент початку експедиції. Він не виконав обіцянку й не повернувся.
У цей час на Землі Мерфі, тепер вже доросла, приєднується до NASA й працює з професором Брендом — намагається вирішити проблему фізики, яка турбувала Бренда протягом багатьох років: як подолати гравітацію, щоб вивести у космос космічну станцію великого розміру, яка б могла вмістити усіх людей, що зараз проживають на Землі. Здоров'я Бренда погіршується. Вже вмираючи, він розповідає Мерфі, як розв'язав необхідні рівняння десятиліттями раніше, але зрозумів, що йому потрібні дані з сингулярності за чорною дірою, щоб завершити справу. Дійшовши висновку, що не існує ніякої надії на масове переселення з Землі, він поклав свою віру на «Демографічну бомбу» — масову репопуляцію з використанням запліднених ембріонів, щоб започаткувати людство на іншій планеті, жертвуючи Землею та її мешканцями. Професор помирає. Мерфі намагається вмовити брата з сім'єю залишити ферму, тому що пилові бурі посилюються й це може вбити сина Тома, який хворіє.
На спробу отримання даних Міллер пішло забагато цінного ресурсу, тому «Endurance» змушений обирати між планетами Манн та Едмундс. Купер конфліктує з Амелією, звинувачуючи її в емоційній прихильності до Едмундса, а Амелія, навпаки, звинувачує Купера, що в нього є тільки одне бажання — побачити свою сім'ю знову, тоді як «Endurance» може досягти обох планет, якщо вони відмовляться від повернення на Землю та застосують «демографічну бомбу». Екіпаж шукає астронавта Манна, й знаходять його в камері для сну на станції. Планета не може бути новим домом для людства — вона вкрита кригою, а повітря насичене аміаком. Манн підробив дані про умови на планеті для того, щоб його не залишили там і «Endurance» забрав його. Купер вирішує повернутися на Землю, Манн вбиває Роміллі, намагається вбити Купера та втікає на човнику на «Endurance». Амелія рятує Купера, вони вирушають в погоню, але Манн здійснює неправильне стикування з «Endurance» й гине від вибуху при розгерметизації шлюзу. За допомогою TARS Куперу вдається отримати контроль над пошкодженим «Endurance».

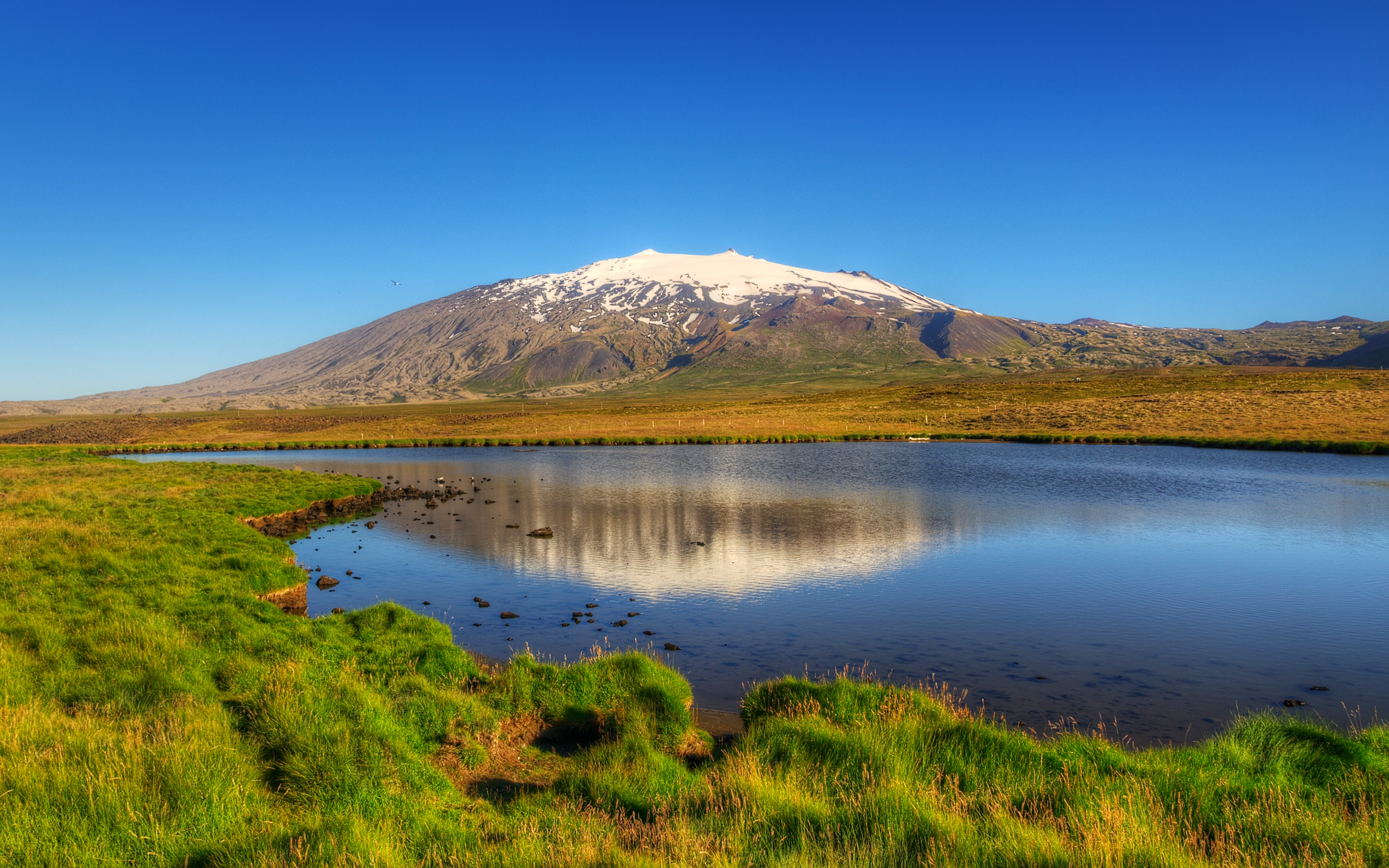
Частину фільму було знято на льодовику Снайфетльсйокутль

Купер із Амелією розробляють план — пілотувати «Endurance» до горизонту подій Гаргантюа та викинути за борт TARS, щоб зібрати дані про сингулярність за чорною дірою. Після того як робот передає дані, вони вирушать до планети Едмундс. Купер випускає свій трансфер у Гаргантюа, щоб зменшити масу «Endurance» та дозволити Амелії уникнути тяжіння. Його човник руйнується, й він катапультується та опиняється у пастці багатовимірного простору, у якому час не є лінійним. Купер розуміє, що 5-вимірні істоти насправді є майбутньою формою людства, яка розвинулася на грані подолання простору та часу. Тепер оснащений даними TARS щодо сингулярності, Купер має можливість спілкуватися з Мерфі у двовимірному просторі через гравітаційні хвилі. Так виявляється, що саме Купер й був тим «привидом» з дитинства. За допомогою цієї інформації Мерфі може завершити рівняння Бренда та дозволити населенню Землі евакуюватися.
Місія Купера завершена, він транспортується назад через червоточину. Через певний час його знаходить та рятує корабель NASA. Він пробуджується на борту станції NASA навколо Сатурна, яка носить назву «Купер». Він вважає, що її назвали на його честь, але доктор виправляє його — насправді, на честь Мерфі. Мерфі дуже стара, вона доживає останні дні. Коли Купер приходить до лікарні, він бачить літню жінку в оточенні чисельної родини — його нащадків, нікого з яких він не знає. Мерфі щаслива, що може востаннє зустрітися з батьком, але каже, що батькам не треба дивитися, як помирають їхні діти — для цього є її власні діти та онуки. Вона переконує Купера повертатися до Амелії на планету Едмундс, планету, яка може підтримувати життя. Купер прощається з Мерфі, краде корабель NASA та вирушає до нової подорожі.

## Актори
| Актор                                       | Роль                              |
| ------------------------------------------- | --------------------------------- |
| Меттью Макконехі                            | Джозеф Купер                      |
| Енн Гетевей                                 | Амелія Бренд                      |
| Джессіка Честейн Маккензі Фой Еллен Берстін | Мерфі Купер юна Мерфі стара Мерфі |
| Джон Літгоу                                 | Дональд                           |
| Майкл Кейн                                  | Джон Бренд                        |
| Веслі Бентлі                                | Дойл                              |
| Кейсі Аффлек Тімоті Шаламе                  | Том Купер юний Том                |
| Метт Деймон                                 | астронавт Манн                    |
| Білл Ірвін                                  | TARS (голос)                      |
| Тофер Грейс                                 | Гетті                             |
| Девід Оєлово                                | директор школи                    |
| Елієс Габель                                | адміністратор                     |

## Виробництво

### Команда
- Крістофер Нолан — режисер, продюсер, сценарист
- Джонатан Нолан — сценарист
- Емма Томас — продюсер
- Лінда Обст — продюсер
- Гойте Ван Гойтема — оператор
- Натан Кроулі — художник-постановник
- Мері Зофріс — художник по костюмам
- Лі Сміт — монтажер
- Ганс Ціммер — композитор
- Пол Франклін — постановник візуальних еффектів
- Кіп Торн — консультант, виконавчий продюсер

### Розробка і фінансування
«Інтерстеллар» зрежиссований Крістофером Ноланом, та спродюсований Ноланом, Емою Томас та Ліндою Обст. Нолан написав сценарій разом зі своїм братом Джонатаном. Проєкт почали розробляти у червні 2006 року, коли Paramount Pictures та Стівен Спілберг оголосили плани на науково-фантастичний фільм, заснований на теоріях фізика-теоретика Кіпа Торна. У березні 2007 р. Джонатан Нолан був найнятий, щоб написати сценарій «Інтерстеллара». Пізніше у 2007 р. Торн заявив виданню The Australian, що фільм розповідає про «викривлення простору та часу». Торн також сказав, що люди хочуть бачити його у одній з ролей у фільмі.
У 2012 році після виходу з проєкту Стівена Спілберга, Джонатан Нолан запропонував найняти свого брата Крістофера Нолана у ролі режиссера. У січні 2013 року Крістофер Нолан почав переговори з Paramount Pictures та Warner Bros. Крістофер Нолан почав писати сценарій зі своїми ідеями, які він об'єднав з існуючим сценарієм Джонатана. У березні 2013 року Нолан підтвердив, що він режисує «Інтерстеллар», який буде продюсований під його студією Syncopy та Lynda Obst Productions. У серпні 2013 Меттью Макконехі та Енн Гетевей були взяті на головні ролі.
Інтерстеллар був знятий на 35-міліметрову та IMAX-плівку. Декілька сцен було знято на IMAX-камеру, встановлену на носовий конус реактивного літака.

## Нагороди та номінації
| Рік  | Нагорода                        | Категорія                              | Номінант                            | Результат | Виноски |
| ---- | ------------------------------- | -------------------------------------- | ----------------------------------- | --------- | ------- |
| 2014 | Awards Circuit Community Awards | Найкращий фільм                        | «Інтерстеллар»                      | Номінація | [ 1 ]   |
| 2014 | Awards Circuit Community Awards | Найкращий оригінальний сценарій        | Крістофер і Джонатан Нолан          | Номінація | [ 1 ]   |
| 2014 | Awards Circuit Community Awards | Найкраща робота художника-постановщика | Натан Краулі, Гари Феттіс, Пол Гілі | Номінація | [ 1 ]   |
| 2014 | Awards Circuit Community Awards | Найкраща операторська робота           | Гойте Ван Гойтема                   | Номінація | [ 1 ]   |
| 2014 | Awards Circuit Community Awards | Найкращий звук                         | «Інтерстеллар»                      | Номінація | [ 1 ]   |
| 2014 | Awards Circuit Community Awards | Найкращі візуальні ефекти              | «Інтерстеллар»                      | Перемога  | [ 1 ]   |
| 2014 | Awards Circuit Community Awards | Найкращий саундтрек                    | Ганс Ціммер                         | Перемога  | [ 1 ]   |
| 2015 | «Оскар»                         | Найкраща робота художника-постановщика |                                     | Номінація | [ 2 ]   |
| 2015 | «Оскар»                         | Найкращий монтаж звуку                 |                                     | Номінація | [ 2 ]   |
| 2015 | «Оскар»                         | Найкраще мікшування звуку              |                                     | Номінація | [ 2 ]   |
| 2015 | «Оскар»                         | Найкращі візуальні ефекти              |                                     | Перемога  | [ 2 ]   |
| 2015 | «Оскар»                         | Найкращий саундтрек                    |                                     | Номінація | [ 2 ]   |
| 2015 | «Бафта»                         | Найкраща операторська робота           |                                     | Номінація | [ 3 ]   |
| 2015 | «Бафта»                         | Найкраща робота художника-постановщика |                                     | Номінація | [ 3 ]   |
| 2015 | «Бафта»                         | Найкращий саундтрек                    |                                     | Номінація | [ 3 ]   |
| 2015 | «Бафта»                         | Найкращі візуальні ефекти              |                                     | Перемога  | [ 3 ]   |
| 2015 | «Сатурн»                        | Найкращий науково-фантастичний фільм   |                                     | Перемога  |         |
| 2015 | «Сатурн»                        | Найкращий молодий актор/акторка        |                                     | Перемога  |         |
| 2015 | «Сатурн»                        | Найкращий сценарій                     |                                     | Перемога  |         |
| 2015 | «Сатурн»                        | Найкращий саундтрек                    |                                     | Перемога  |         |
| 2015 | «Сатурн»                        | Найкращі візуальні ефекти              |                                     | Перемога  |         |
| 2015 | «Сатурн»                        | Найкращі декорації                     |                                     | Перемога  |         |